# Pleurosticta acetabulum
Espèce
Pleurosticta acetabulum est une espèce de champignons de la famille des Parmeliaceae. C'est un lichen foliacé brun vert foncé de grande taille, la thalle mesurant jusqu'à 25 cm de diamètre.

## Description
Pleurosticta actebulum est un thalle foliacé avec de petites feuilles lobées qui sont vertes à l'état humide et vert grisâtre à l'état sec. Ces feuilles lobées présentent de nombreuses pycnides (petits points noirs). On peut observer de nombreuses apothécies (disques bruns) pouvant atteindre une grande taille (0,5 à 2 cm de diamètre). La face inférieure est brun pâle et présente des rhizines,,,.
Ce thalle ne présente pas de sorédies ni d'isidies.

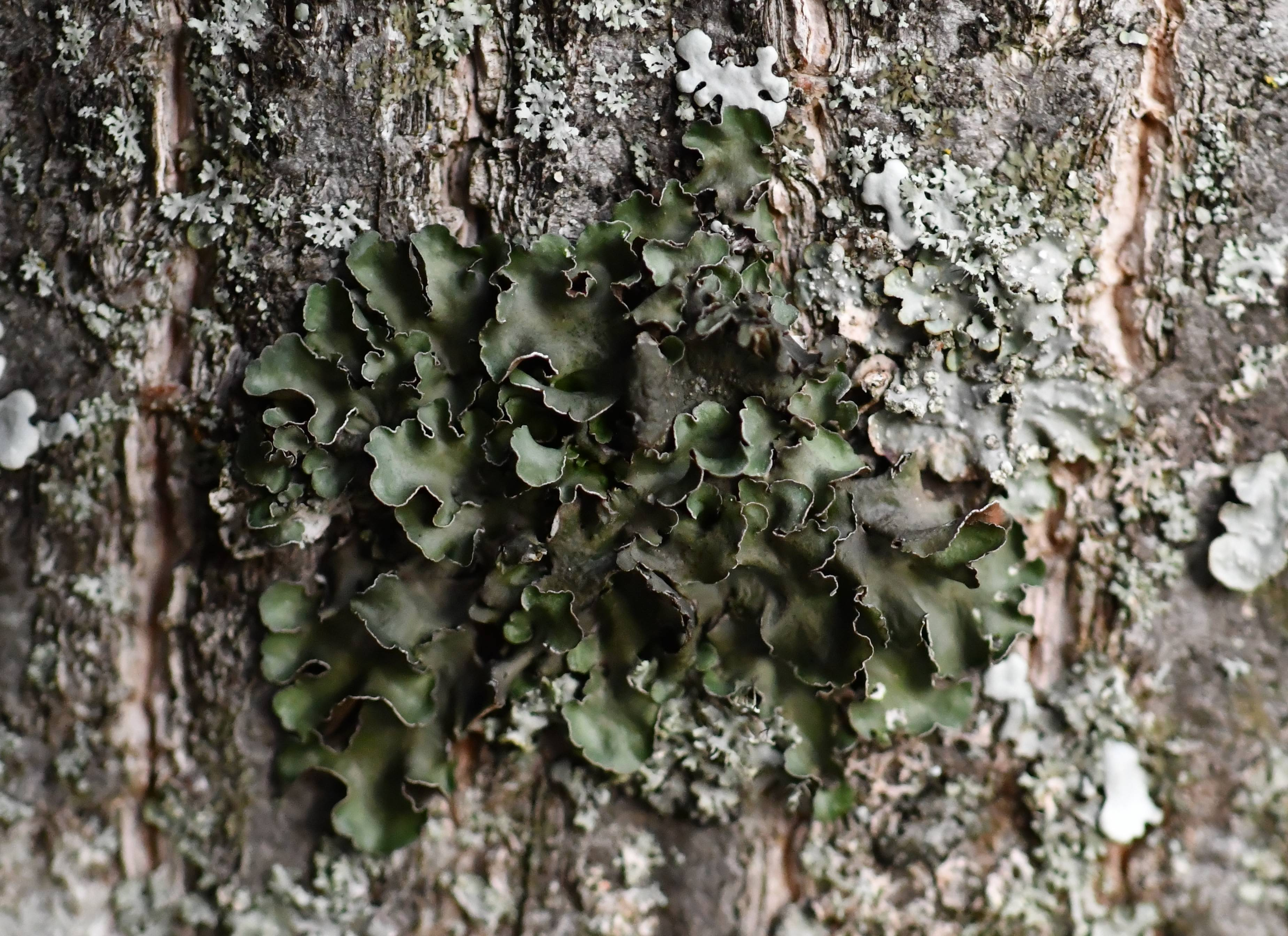
Pleurosticta acetabulum sec

## Répartition
La répartition de ces lichens est essentiellement limitée à l'Europe.
Ils sont essentiellement présents sur des arbres feuillus assez éclairés (bordure de route, forêts claires ou arbres isolés).

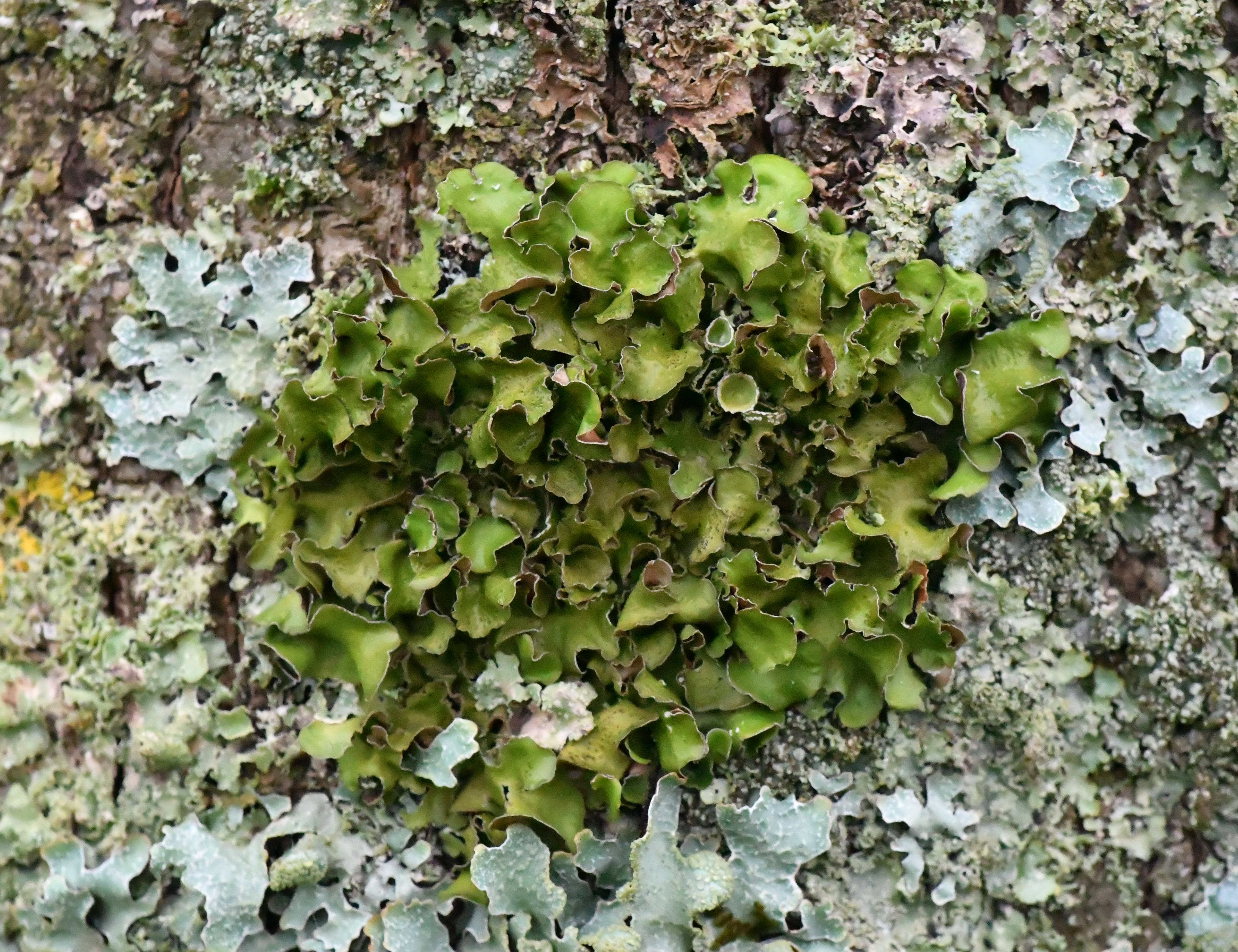
Pleurosticta acetabulum humide

## Écologie
Pleurosticta acetabulum est également un indicateur de pollution faible,.

## Liste des taxons de rang inférieur
Liste des variétés et formes selon GBIF (10 juin 2021) :
- Pleurosticta acetabulum var. glomerata (Hillmann) S.Y.Kondr., 1993
- Pleurosticta acetabulum var. microphylla (B.de Lesd.) S.Y.Kondr.
- Pleurosticta acetabulum f. incusa (Wallr.) S.Y.Kondr.
- Pleurosticta acetabulum f. perlifera (Servít & Nádv.) S.Y.Kondr.

## Systématique
L'espèce a été initialement classée dans le genre Lichen sous le basionyme Lichen acetabulum, par le médecin et botaniste français Noel Martin Joseph de Necker, en 1768. Elle est déplacée dans le genre Pleurosticta par les mycologues John Alan Elix et Helge Thorsten Lumbsch, en 1988.
Pleurosticta acetabulum a pour synonymes :
- Collema corrugatum Ach.
- Imbricaria acetabulum (Neck.) DC.
- Lichen acetabulum Neck.
- Lichen corrugatus Sm.
- Lichen furvus subsp. corrugatum (Ach.) Lam.
- Lobaria acetabulum (Neck.) Hoffm.
- Melanelia acetabulum (Neck.) Essl.
- Parmelia acetabulum (Neck.) Duby
- Parmelia corrugata (Sm.) Ach.
- Parmotrema acetabulum (Neck.) M.Choisy
- Platysma acetabulum (Neck.) Frege
- Pleurosticta acetabulum f. acetabulum
- Pleurosticta acetabulum var. acetabulum
- Pleurosticta lichenicola Petr.